# Грушин Петро Дмитрович
Петро Дмитрович Грушин (нар. 15 січня 1906, місто Вольськ, тепер Саратовської області, Російська Федерація — 29 листопада 1993, місто Хімки біля Москви) — радянський вчений, головний конструктор ОКБ-2 Державного комітету РМ СРСР із авіаційної техніки, генеральний конструктор машинобудівного конструкторського бюро «Факел» Міністерства авіаційної промисловості СРСР міста Хімки Московської області. Член ЦК КПРС у 1966—1986 роках. Депутат Верховної ради Російської РФСР 5-6-го скликань. Доктор технічних наук (1959), професор (1949). Член-кореспондент Академії наук СРСР (з 29.06.1962 по Відділенню технічних наук). Академік Академії наук СРСР (з 1.07.1966 по Відділенню механіки і процесів управління (механіка)). Двічі Герой Соціалістичної Праці (25.07.1958, 20.04.1981).

## Життєпис
Народився в багатодітній родині теслі. З 1914 року навчався в церковноприходській школі, Вольському міському училищі; з 1921 року — у Вольській професійній технічній школі імені Ілліча.
У 1925—1928 роках — робітник заводу «Відродження» в Марксштадті, робітник шкіряного і ремонтного заводів міста Вольська. 
У 1928—1930 роках — студент відділення підготовки фахівців гідроавіації кораблебудівного факультету Ленінградського політехнічного інституту. З 1930 року відділення гідроавіації переведено до Московського авіаційного інституту.
Член ВКП(б) з 1931 року.
У травні 1932 роки закінчив Московський авіаційний інститут.
У травні 1932 — липні 1933 року — інженер Бюро нових конструкцій (БНК) Всесоюзного авіаційного об'єднання, інженер центрального конструкторського бюро авіаційного заводу № 39
У липні 1933 — 1940 року — конструктор кафедри 101 (літакобудування), заступника авіаконструктора Д. П. Григоровича, головний конструктор конструкторського бюро (КБ) Московського авіаційного інституту.
У 1940—1941 роках — головний конструктором КБ Харківського авіаційного заводу № 135. Забезпечив серійний випуск літаків ББ-1 (ближніх бомбардувальників Су-2) на заводі.
З літа 1942 по 1943 рік працював в Конструкторському бюро С. О. Лавочкіна в місті Горькому. Навесні 1943 року Грушин був переведений головним інженером авіаційного заводу № 381 міста Москви. У жовтні 1946 року перейшов на роботу в Міністерство авіаційної промисловості СРСР, а потім в Спеціальний комітет із реактивної техніки. 
З вересня 1948 по 1951 рік — декан літакобудівного факультету Московського авіаційного інституту та проректор із наукової роботи.
У червні 1951 року став першим заступником С. О. Лавочкіна із розробки перших у СРСР зенітних керованих ракет. За його участю 2 листопада 1952 року на полігоні Капустін Яр відбувся перший запуск зенітної ракети, що управлялася командами наземної станції наведення, а 26 квітня 1953 року було здійснено перше перехоплення цілі — бомбардувальника Ту-4.
У листопаді 1953 року Петро Грушин був призначений головним конструктором, а потім і генеральним конструктором — начальником Особливого конструкторського бюро (ОКБ) № 2 (з 1967 року — машинобудівного конструкторського бюро «Факел») в місті Хімки Московської області.
Указом Президії Верховної Ради СРСР (з грифом «цілком таємно») від 25 липня 1958 року за заслуги в справі створення спеціальної техніки Грушину Петру Дмитровичу присвоєно звання Героя Соціалістичної Праці з врученням ордена Леніна і золотої медалі «Серп і Молот».
Указом Президії Верховної Ради СРСР (з грифом «секретно») від 20 квітня 1981 року за видатні заслуги в розвитку науки і техніки (за створення ракети 5В55 для ЗРК С-300) Грушин Петро Дмитрович нагороджений орденом Леніна і другою золотою медаллю «Серп і Молот».
Жив і працював у місті Хімки Московської області. Помер 29 листопада 1993 року. Похований на Новодівичому цвинтарі в Москві 

## Нагороди і звання
- двічі Герой Соціалістичної Праці (25.07.1958, 20.04.1981)
- сім орденів Леніна (21.06.1943, 2.07.1945, 20.04.1956, 25.07.1958, 15.01.1966, 20.04.1981, 15.01.1986)
- орден Жовтневої Революції (26.04.1971)
- орден Трудового Червоного Прапора (17.09.1975)
- золота медаль імені Туполєва АН СРСР (1979)
- медалі
- Ленінська премія (1963)
- Державна премія СРСР (1965)